# Tillandsia tetrantha
Tillandsia tetrantha är en gräsväxtart som beskrevs av Hipólito Ruiz López och Pav.. Tillandsia tetrantha ingår i släktet Tillandsia och familjen Bromeliaceae.

## Underarter
Arten delas in i följande underarter:
- T. t. aurantiaca
- T. t. caribaea
- T. t. densiflora
- T. t. miniata
- T. t. ramosior
- T. t. scarlatina
- T. t. tetrantha